# 말갈
말갈(靺鞨; 중국어: 靺鞨, 병음: Mòhé, 모허)은 여진족과 동류(同類), 전신(前身)이며 이전 여진을 부르던 명칭이다. 발해 멸망 이후 거란은 말갈을 통틀어 여진이라고 불렀다. 말갈은 만주와 한반도 북부 그리고 한반도 남부 강원도에 살던 퉁구스계 민족으로 초기부터 고구려 한민족에 정복되어 오랜 시기 한민족에 동화되었다. 주나라 때에는 주로 숙신이라는 명칭으로 불렸으며 한나라 때에는 읍루라 불렸다. 본래 쑹화강(송화강, 松花江) 유역은 말갈과 같은 어원인 물길(고대 중국어: Miut Kit)이 지배하였으나 물길의 세력이 약화되자 각 물길 부족들이 자립하였고, 이들을 총칭하여 말갈(중세 중국어: Muat ɣat)이라 불렸다. 이후 말갈은 고구려에 완전히 복속되었고 고구려ㆍ백제와 연합하여 신라를 공격하기도 했다. 속말수말갈과 흑수말갈은 고구려 유민들과 함께 발해를 세우는데 큰 기여를 하기도 했다.
말갈의 최초 조상은 진나라 이전 기록에 나오는 숙신이다. 숙신은 진나라 이전부터 불리던 명칭이고 이들이 한나라에는 읍루로 불렸으며 남북조 후위 시대에는 물길 그리고 이후 말갈이라고 불렸다. 발해가 멸망하고 나서 거란은 말갈이라는 명칭으로 부르지 않고 여진이라고 불렀다. 이들 종족명의 공통점은 모두 기록자 중심으로, 스스로 부른 종족명이 아니었다는 것이다. 즉 거란한테는 여진으로 불렸지만 고구려민으로 살던 말갈임을 인지했을 가능성도 배제할 수 없으며 말갈인들에게 여진은 비(卑)칭이였을 가능성 또한 배제할 수 없다.
《삼국사기》에는 1세기 무렵부터ㆍ 말갈이 신라, 백제와 교전한 기록이 있는데, 이에 대해 다산 정약용은 이들 국가와 교전한 "말갈"은 예(濊, 동예)에 해당하는 것으로 보았다. 즉 강원도 지역의 다수 말갈은 다른 민족이었을 확률도 있다. 퉁구스계 말갈이 읍루, 숙신 등으로 불려왔던 것을 볼 때 말갈이라는 명칭이 옮겨갔을 것을 보기도 한다. 쑹화강, 흑룡강에 살던 말갈과 여진족은 대규모 이주하여 대부분이 평안북도나 함경도에 살고 있었으며 대부분의 경우가 고려, 조선 초기까지 말갈의 후손인 여진족들이 평안북도와 함경도에 터를 잡고 살아왔으나 4군 6진 개척 이후 이 곳의 대부분의 말갈, 여진족들은 한민족에 동화되었고 일부는 압록강, 두만강 북쪽으로 도망쳐서 살다가 청나라를 건국했다.

## 말갈의 7부족
- 속말말갈 (중국어 정체자: 粟末靺鞨, 병음: Sùmò Mòhé)
  - 지린시
- 백산말갈 (중국어 정체자: 白山靺鞨, 병음: Báishān Mòhé)
  - 지린성 (吉林省) 지방
- 우루말갈 (중국어 정체자: 虞婁靺鞨, 병음: Yúlóu Mòhé)
- 불열말갈 (중국어 정체자: 拂涅靺鞨, 병음: Fúniè Mòhé)
  - 헤이룽장성 (黑龍江省) 지방
    - 지금의 지시 시 (鷄西市) 및 무단장 시 (牧丹江市)
- 철리말갈 (중국어 정체자: 鐵利靺鞨, 병음: Tiělì Mòhé):
  - 헤이룽장 성 (黑龍江省) 지방
    - 지금의 하얼빈(哈爾濱, 러시아어: Харбин)
- 월희말갈 (중국어 정체자: 越喜靺鞨, 병음: Yuèxǐ Mòhé)
- 흑수말갈 (중국어 정체자: 黑水靺鞨, 병음: Hēishuǐ Mòhé)
  - 헤이룽장 성 (黑龍江省) 지방
    - 지금의 솽야산 시 (雙鴨山市), 자무쓰 시 (佳木斯市), 허강 시 (鹤崗市), 이춘 시 (伊春市)

  - 하바롭스크 지방(러시아어: Хабаровский край) 지방
    - 지금의 비킨(러시아어: Бикин), 뱌젬스키 군(러시아어: Вяземский) , 라조 군(러시아어: имени Лазо), 하바롭스크(러시아어: Хабаровск)
- 이외에도 백돌부(伯咄部)[2], 안거골부(安車骨部)[3], 호실부(号室部)[4] 등이 있었다.

말갈(靺鞨) 7부 중에 불열부(불열말갈), 백돌부(백돌말갈), 호실부(호실말갈), 안거골부(안거골말갈), 흑수부(흑수말갈)는 퉁구스(숙신계)계 부족이며, 옛 부여와 북옥저 지역에 있는 속말부(속말말갈), 백산부(백산말갈)는 예맥계인 부여와 옥저에 숙신계가 혼합 되어 있었고, 점차 고구려화된 부족이다. 고구려가 성장하면서 대부분의 말갈부족은 고구려의 오랜 지배로 동화되게 된다. 이외에 사모말갈(思慕靺鞨), 군리말갈(郡利靺鞨), 굴열말갈(窟說靺鞨), 막예개말갈(莫曳皆靺鞨) 등도 있었다.

## 어원
말갈(靺鞨)의 어원에 대해서는 다양한 견해들이 있으나 명확하게 밝혀진 것은 없다. 주로 거론되는 견해들은 다음과 같다.
- 만주어 물(水)을 뜻하는 'muke'에서 유래했다는 설.[5][6]
- 산림을 일컫는 만주어 ‘窩集’의 전음이 ‘勿吉’이며 이로부터 물길(勿吉)·말갈(靺鞨)·옥저(沃沮)·읍루(挹婁)·올자(兀者) 등이 유래했다는 설.[5]
- 동호계 추장의 존칭인 '막하불(莫賀弗)'에서 유래하였다는 설.[7]
- '말'은 고유어 '크다'이며 '갈'은 '골' 즉 '마을'을 뜻하는 고구려어로 '큰 마을' 정도로 해석하는 설.[7]

## 같이 보기
- 숙신
- 읍루
- 물길
- 여진
- 만주족
- 만주